# Derek Grimm
William Derek Grimm (nacido el 3 de agosto de 1974 en Peoria, Illinois) es un exjugador de baloncesto estadounidense que disputó una temporada en la NBA, además de jugar en ligas menores de su país, y en países europeos y asiáticos. Con 2,06 metros de estatura, jugaba en la posición de ala-pívot.

## Trayectoria deportiva

### Universidad
Jugó cuatro temporadas con los Tigers de la Universidad de Misuri, en las que promedió 9,0 puntos, 4,4 rebotes y 0,9 asistencias por partido.

### Profesional
Tras no ser elegido en el Draft de la NBA de 1997, fichó en el mes de septiembre por los Sacramento Kings como agente libre, siendo despedido dos meses más tarde. Jugó un total de nueve partidos, en los que promedió 1,6 puntos.
A partir de ese momento comenzó una gira por equipos de medio mundo, jugando en países con poca tradición baloncestística, como Kosovo o Jordania, con la excepción de su breve paso por el Darüşşafaka S.K. de la liga turca, donde jugó solo seis partidos, en los que promedió 6,6 puntos y 4,1 rebotes.

## Estadísticas de su carrera en la NBA

### Temporada regular
| Temporada | Edad | Equipo           | Liga | Pos. | P | TIT | MIN | TC  | TCA | %TC  | 3P  | 3PA | %3P  | TL  | TLA | %TL   | R.OF. | R.DEF. | REB | ASIS | ROB | TAP | PER | FP  | PTS |
| 1997-98   | 23   | Sacramento Kings | NBA  | SF   | 9 | 0   | 3.8 | 0.4 | 1.6 | .286 | 0.4 | 1.3 | .333 | 0.2 | 0.2 | 1.000 | 0.0   | 0.4    | 0.4 | 0.0  | 0.3 | 0.1 | 0.3 | 0.7 | 1.6 |
| Total     |      |                  | NBA  |      | 9 | 0   | 3.8 | 0.4 | 1.6 | .286 | 0.4 | 1.3 | .333 | 0.2 | 0.2 | 1.000 | 0.0   | 0.4    | 0.4 | 0.0  | 0.3 | 0.1 | 0.3 | 0.7 | 1.6 |